# Jens Jakob
Jens Jakob (* 27. Dezember 1972 in Saarbrücken) ist ein deutscher Koch.

## Werdegang
Jakob begann seine Ausbildung 1990 in Margarethe Bachers Hostellerie Bacher in Neunkirchen (Saar). Nach weiteren Stationen, unter anderem im Restaurant „Legere“ in Saarbrücken, wechselte er 2004 zum Gästehaus zu Klaus Erfort in Saarbrücken.
Ab 2007 war er Inhaber und Küchenchef im Le Noir in Saarbrücken, das 2010 mit einem Stern im Guide Michelin ausgezeichnet wurde. 2012 kam der zweite Stern dazu.
2014 wechselte er in das nahe gelegene Hotel Leidinger. Sein neues Restaurant Le Noir Gourmet erhielt kurz nach dem Umzug wieder einen Stern. Mitte 2015 schloss Jakob das Le Noir Gourmet. Mitte 2015 öffnete er Jens Jakob Das Restaurant, das Ende 2015 mit einem Stern ausgezeichnet wurde. Im April 2016 wurde die Insolvenz der Firma Le Noir bekannt, im Juli 2016 wurde auch Jens Jakob Das Restaurant geschlossen.
2018 eröffnete er zusammen mit David Christian und Peter Wirbel in Saarbrücken das Restaurant Le Comptoir, das er seit 2022 alleine betreibt.

## Auszeichnungen
- 2007: Ein Stern im Guide Michelin 2008 für das Le Noir in Saarbrücken
- 2012: Zwei Sterne im Guide Michelin 2013 für das Le Noir in Saarbrücken
- 2015: Ein Stern im Guide Michelin 2016 für Jens Jakob Das Restaurant in Saarbrücken